# 柴庄乡
柴庄乡是中国陕西省商洛市柞水县下辖的一个乡。

## 行政区划
柴庄乡下辖以下行政区：
枣树坪村、莲花村、晨光村、天堂村、银川村、安坪村